# THE IDOLM@STER MILLION ANIMATION THE@TER
『THE IDOLM@STER MILLION ANIMATION THE@TER』（アイドルマスター ミリオンアニメーションシアター）は、2023年8月23日からランティスよりリリースされているCDシリーズ。

## 概要
テレビアニメ『アイドルマスター ミリオンライブ!』で使用された楽曲のロングバージョンを収録したCDシリーズ。
このCDが初収録となる曲は太字、新規にリミックス・録音された楽曲は斜体で表記する。

## Rat A Tat!!!
2023年8月23日発売。オープニングテーマ「Rat A Tat!!!」とプロローグイメージソング「セブンカウント」を収録したシングル。
収録曲
歌：MILLIONSTARS
1. Rat A Tat!!!
作詞：モモキエイジ、作曲：佐藤貴文（バンダイナムコスタジオ）、編曲：半田翼
  - 曲名の読みは「ラッタッタ」。扉などを軽く連打している事を表す擬音。

2. セブンカウント
作詞：松井洋平、作曲・編曲：佐高陵平（Hifumi,inc.）
3. Rat A Tat!!!（Off Vocal）
4. セブンカウント（Off Vocal）

## Star Impression
2023年9月20日発売。ユニット・MILLIONSTARS Team1stによる新曲「Star Impression」とOff Vocal、ドラマを収録。
収録曲
1. Star Impression
歌：MILLIONSTARS Team1st
作詞：こだまさおり、作曲・編曲：山口朗彦
2. Star Impression（Off Vocal）
3. ドラマ

## 海風とカスタネット
2023年9月20日発売。ユニット・MILLIONSTARS Team2ndによる新曲「海風とカスタネット」とOff Vocal、ドラマを収録。
収録曲
1. 海風とカスタネット
歌：MILLIONSTARS Team2nd
作詞：真崎エリカ、作曲・編曲：EFFY
2. 海風とカスタネット（Off Vocal）
3. ドラマ

## catch my feeling
2023年9月20日発売。ユニット・MILLIONSTARS Team4thによる新曲「catch my feeling」とOff Vocal、ドラマを収録。
収録曲
1. catch my feeling
歌：MILLIONSTARS Team4th
作詞・作曲・編曲：KOH
2. catch my feeling（Off Vocal）
3. ドラマ

## オレンジノキオク
2023年10月25日発売。ユニット・MILLIONSTARS Team3rdによる新曲「オレンジノキオク」とOff Vocal、ドラマを収録。
収録曲
1. オレンジノキオク
歌：MILLIONSTARS Team3rd
作詞・作曲：山田智和、編曲：住谷翔平
2. オレンジノキオク（Off Vocal）
3. ドラマ

## バトンタッチ
2023年10月25日発売。ユニット・MILLIONSTARS Team5thによる新曲「バトンタッチ」とOff Vocal、ドラマを収録。
収録曲
1. バトンタッチ
歌：MILLIONSTARS Team5th
作詞：宮崎まゆ、作曲・編曲：櫻澤ヒカル（Hifumi,inc.）
2. バトンタッチ（Off Vocal）
3. ドラマ

## Unknown Boxの開き方
2023年10月25日発売。ユニット・MILLIONSTARS Team6thによる新曲「Unknown Boxの開き方」とOff Vocal、ドラマを収録。
収録曲
1. Unknown Boxの開き方
歌：MILLIONSTARS Team6th
作詞：Cocoro.（Dream Monster）、作曲：本田正樹（Dream Monster）、編曲：椿山日南子（Dream Monster）
2. Unknown Boxの開き方（Off Vocal）
3. ドラマ

## トワラー
2023年10月25日発売。ユニット・MILLIONSTARS Team7thによる新曲「トワラー」とOff Vocal、ドラマを収録。
収録曲
1. トワラー
歌：MILLIONSTARS Team7th
作詞：きみコ、作曲・編曲：佐々木淳
2. トワラー（Off Vocal）
3. ドラマ

## REFRAIN REL@TION
2023年10月25日発売。ユニット・MILLIONSTARS Team8thによる新曲「REFRAIN REL@TION」とOff Vocal、ドラマを収録。
収録曲
1. REFRAIN REL@TION
歌：MILLIONSTARS Team8th
作詞：松井洋平、作曲・編曲：高田暁
2. REFRAIN REL@TION（Off Vocal）
3. ドラマ

## START THE DREAM
2024年2月21日発売。劇中で使用された挿入歌を収録したアルバム。CD2枚組。
収録曲
DISC-1
1. Dreaming!
歌：MILLIONSTARS Team6th
作詞：真崎エリカ、作曲：BNSI（佐藤貴文）、編曲：Arte Refact
2. ロケットスター☆
歌：伊吹翼（Machico）
作詞：真崎エリカ、作曲・編曲：本多友紀（Arte Refact）
3. 海風とカスタネット
歌：MILLIONSTARS Team2nd
4. フェスタ・イルミネーション
歌：徳川まつり（諏訪彩花）
作詞・作曲：松井洋平、編曲：関野元規
5. チョー↑元気Show☆アイドルch@ng!
歌 松田亜利沙（村川梨衣）
作詞：松井洋平、作曲・編曲：バグベア
6. バトンタッチ
歌：MILLIONSTARS Team5th
7. Sentimental Venus
歌：豊川風花（末柄里恵）、望月杏奈（夏川椎菜）、横山奈緒（渡部優衣）
作詞：こだまさおり、作曲：rino、編曲：関野元規
8. 瑠璃色金魚と花菖蒲
歌：白石紬（南早紀）
作詞：中村彼方、作曲・編曲：ラムシーニ
9. ハミングバード
歌：桜守歌織（香里有佐）
作詞・作曲：藤本記子、編曲：福富雅之
10. オレンジノキオク
歌：MILLIONSTARS Team3rd
11. catch my feeling
歌：MILLIONSTARS Team4th
12. star impression
歌：MILLIONSTARS Team1st
13. トワラー
歌：MILLIONSTARS Team7th
14. Unknown Boxの開き方
歌：MILLIONSTARS Team6th
15. REFRAIN REL@TION
歌：MILLIONSTARS
作詞：松井洋平、作曲・編曲：高田暁
16. Brand New Theater!
歌：MILLIONSTARS
作詞：モモキエイジ、作曲：BNSI（佐藤貴文）、編曲：EFFY

DISC-2
1. We Have A Dream（Anime ver.）
歌：春日未来（山崎はるか）、最上静香（田所あずさ）、伊吹翼（Machico）、徳川まつり（諏訪彩花）、七尾百合子（伊藤美来）、箱崎星梨花（麻倉もも）、望月杏奈（夏川椎菜）
作詞：中村恵、作曲・編曲：佐々木宏人
2. Thank You!（Acoustic ver.）
歌：MILLIONSTARS
作詞：モモキエイジ、作曲・編曲：NBSI（佐藤貴文）
3. Snow White
歌：最上静香（田所あずさ）
作詞：森由里子、作曲：rino、編曲：増田武史
4. READY!!（Anime ver.）
歌：765 MILLIONSTARS
作詞：yura、作曲・編曲：神前暁
5. G線上のアリア
歌：如月千早（今井麻美）、最上静香（田所あずさ）、北沢志保（雨宮天）、箱崎星梨花（麻倉もも）
作詞：真崎エリカ、作曲：J.S.バッハ、編曲：トリ音（バンダイナムコスタジオ）
6. Gift Sign
歌：最上静香（田所あずさ）
作詞：真崎エリカ、作曲・編曲：原田篤（Arte Refact）
7. READY!!（M@STER VERSION）
歌：MILLIONSTARS Team8th

### ユニットメンバー
1. 1 2 3 4  春日未来（山崎はるか）、最上静香（田所あずさ）、伊吹翼（Machico）、田中琴葉（種田梨沙）、島原エレナ（角元明日香）、佐竹美奈子（大関英里）、所恵美（藤井ゆきよ）、徳川まつり（諏訪彩花）、箱崎星梨花（麻倉もも）、野々原茜（小笠原早紀）、望月杏奈（夏川椎菜）、ロコ（中村温姫）、七尾百合子（伊藤美来）、高山紗代子（駒形友梨）、松田亜利沙（村川梨衣）、高坂海美（上田麗奈）、中谷育（原嶋あかり）、天空橋朋花（小岩井ことり）、エミリー スチュアート（郁原ゆう）、北沢志保（雨宮天）、舞浜歩（戸田めぐみ）、木下ひなた（田村奈央）、矢吹可奈（木戸衣吹）、横山奈緒（渡部優衣）、二階堂千鶴（野村香菜子）、馬場このみ（髙橋ミナミ）、大神環（稲川英里）、豊川風花（末柄里恵）、宮尾美也（桐谷蝶々）、福田のり子（浜崎奈々）、真壁瑞希（阿部里果）、篠宮可憐（近藤唯）、百瀬莉緒（山口立花子）、永吉昴（斉藤佑圭）、北上麗花（平山笑美）、周防桃子（渡部恵子）、ジュリア（愛美）、白石紬（南早紀）、桜守歌織（香里有佐）
2. 1 2 3  佐竹美奈子（大関英里）、北沢志保（雨宮天）、天空橋朋花（小岩井ことり）、望月杏奈（夏川椎菜）
3. 1 2 3  高坂海美（上田麗奈）、篠宮可憐（近藤唯）、福田のり子（浜崎奈々）、真壁瑞希（阿部里果）、百瀬莉緒（山口立花子）
4. 1 2 3  馬場このみ（髙橋ミナミ）、周防桃子（渡部恵子）、二階堂千鶴（野村香菜子）、松田亜利沙（村川梨衣）、横山奈緒（渡部優衣）、ロコ（中村温姫）
5. 1 2 3  田中琴葉（種田梨沙）、大神環（稲川英里）、所恵美（藤井ゆきよ）、豊川風花（末柄里恵）、七尾百合子（伊藤美来）
6. 1 2 3  高山紗代子（駒形友梨）、中谷育（原嶋あかり）、野々原茜（小笠原早紀）、箱崎星梨花（麻倉もも）、宮尾美也（桐谷蝶々）
7. 1 2 3 4  徳川まつり（諏訪彩花）、エミリー スチュアート（郁原ゆう）、木下ひなた（田村奈央）、島原エレナ（角元明日香）、永吉昴（斉藤佑圭）
8. 1 2 3  ジュリア（愛美）、北上麗花（平山笑美）、舞浜歩（戸田めぐみ）、矢吹可奈（木戸衣吹）
9. 1 2 3  春日未来（山崎はるか）、最上静香（田所あずさ）、伊吹翼（Machico）、桜守歌織（香里有佐）、白石紬（南早紀）
10. ↑  天海春香（中村繪里子）、如月千早（今井麻美）、星井美希（長谷川明子）、萩原雪歩（浅倉杏美）、高槻やよい（仁後真耶子）、菊地真（平田宏美）、水瀬伊織（釘宮理恵）、四条貴音（原由実）、秋月律子（若林直美）、三浦あずさ（たかはし智秋）、双海亜美 / 真美（下田麻美）、我那覇響（沼倉愛美）、春日未来（山崎はるか）、最上静香（田所あずさ）、伊吹翼（Machico）、田中琴葉（種田梨沙）、島原エレナ（角元明日香）、佐竹美奈子（大関英里）、所恵美（藤井ゆきよ）、徳川まつり（諏訪彩花）、箱崎星梨花（麻倉もも）、野々原茜（小笠原早紀）、望月杏奈（夏川椎菜）、ロコ（中村温姫）、七尾百合子（伊藤美来）、高山紗代子（駒形友梨）、松田亜利沙（村川梨衣）、高坂海美（上田麗奈）、中谷育（原嶋あかり）、天空橋朋花（小岩井ことり）、エミリー スチュアート（郁原ゆう）、北沢志保（雨宮天）、舞浜歩（戸田めぐみ）、木下ひなた（田村奈央）、矢吹可奈（木戸衣吹）、横山奈緒（渡部優衣）、二階堂千鶴（野村香菜子）、馬場このみ（髙橋ミナミ）、大神環（稲川英里）、豊川風花（末柄里恵）、宮尾美也（桐谷蝶々）、福田のり子（浜崎奈々）、真壁瑞希（阿部里果）、篠宮可憐（近藤唯）、百瀬莉緒（山口立花子）、永吉昴（斉藤佑圭）、北上麗花（平山笑美）、周防桃子（渡部恵子）、ジュリア（愛美）、白石紬（南早紀）、桜守歌織（香里有佐）
11. ↑  春日未来（山崎はるか）、木下ひなた（田村奈央）、ジュリア（愛美）、高山紗代子（駒形友梨）、田中琴葉（種田梨沙）、天空橋朋花（小岩井ことり）、箱崎星梨花（麻倉もも）、松田亜利沙（村川梨衣）、最上静香（田所あずさ）、望月杏奈（夏川椎菜）、矢吹可奈（木戸衣吹）、エミリー スチュアート（郁原ゆう）、大神環（稲川英里）、北上麗花（平山笑美）、高坂海美（上田麗奈）、佐竹美奈子（大関英里）、島原エレナ（角元明日香）、永吉昴（斉藤佑圭）、野々原茜（小笠原早紀）、馬場このみ（髙橋ミナミ）、福田のり子（浜崎奈々）、舞浜歩（戸田めぐみ）、真壁瑞希（阿部里果）、百瀬莉緒（山口立花子）、横山奈緒（渡部優衣）、伊吹翼（Machico）、北沢志保（雨宮天）、篠宮可憐（近藤唯）、周防桃子（渡部恵子）、徳川まつり（諏訪彩花）、所恵美（藤井ゆきよ）、豊川風花（末柄里恵）、中谷育（原嶋あかり）、七尾百合子（伊藤美来）、二階堂千鶴（野村香菜子）、ロコ（中村温姫）、宮尾美也（桐谷蝶々）
12. ↑  天海春香（中村繪里子）、如月千早（今井麻美）、星井美希（長谷川明子）、菊地真（平田宏美）、萩原雪歩（浅倉杏美）、水瀬伊織（釘宮理恵）、春日未来（山崎はるか）、最上静香（田所あずさ）、伊吹翼（Machico）、桜守歌織（香里有佐）、白石紬（南早紀）